# Ante Grgurević
Ante Grgurević (Spalato, 13 agosto 1975) è un ex cestista e allenatore di pallacanestro croato.

## Carriera
Con la Croazia ha disputato i Giochi del Mediterraneo di Bari 1997.

## Palmarès

### Giocatore
- Coppa di Croazia: 1

Spalato: 1997
- Coppa Italia di Legadue: 1

Scafati: 2006